# (19022) Penzel
(19022) Penzel est un astéroïde de la ceinture principale.

## Description
(19022) Penzel est un astéroïde de la ceinture principale. Il fut découvert le 26 septembre 2000 à Drebach par Gerhard Lehmann. Il présente une orbite caractérisée par un demi-grand axe de 2,54 UA, une excentricité de 0,08 et une inclinaison de 2,2° par rapport à l'écliptique.

## Compléments